# Соколовский, Владимир Григорьевич
Владимир Григорьевич Соколовский (наст. имя Владимир Григорьевич Якушев ; 5 мая 1945, д. Кунья, Добрянский район, Пермская область — 7 февраля 2011, Пермь) — советский и российский писатель, автор более 20 книг, лауреат премии Союза писателей имени Н. Кузнецова.

## Биография
В 1962 году окончил среднюю школу в городе Добрянка Пермского края. Работал слесарем, экскаваторщиком, преподавателем. В 1971 году окончил юридический факультет Пермского университета, четыре года работал следователем Дзержинского района Перми. Учился в аспирантуре.
Член Союза писателей с 1982 года, лауреат премии Союза писателей имени Н. Кузнецова (серебряная медаль). Автор более 20 книг, изданных в Перми и Москве. В 1979 году был участником VII Всесоюзного совещания молодых писателей. Лауреат премии журнала «Урал» за лучшую публикацию 1980 года. В 1983 году удостоен премии издательства «Молодая гвардия» за лучшую книгу года. В 1986 году получил литературную премию Союза писателей РСФСР за повесть «Пал Иваныч из пушечного». Роман «Уникум Потеряева» в 1996 году попадал шорт-лист Букеровской премии.
Скончался 6 февраля 2011 года. Похоронен на Северном кладбище Перми.

## Сочинения

### Романы
- «Возвращение блудного сына»
- «Уникум Потеряева»
- «Райотдел»
- «Твой день и час»

### Повести
- «Ваня Карасов»
- «Волна»
- «Маршрут»
- «Пал Иваныч из Пушечного»
- «Планида»
- «Последний сын дождя»
- «Превращение Локоткова»
- «Ребячье поле»
- «Рыжая магия»
- «Двойной узел»
- «Облако, золотая полянка»
- «Мерцающий мир», фантастическая повесть
- «Облако, золотая полянка», фантастическая повесть
- «Во цвете самых пылких лет» (1987)
- «Старик Мазунин»,
- «До ранней звезды»,
- «Мальчишки, мальчишки…»

### Рассказы
- «На Стратилата»

### Пересказ текстов народных сказок и былин
- «Диво-дивное»,
- «Времена года: Православный народный календарь»,
- «Сказочная азбука»,
- «По щучьему веленью»,
- «Русская старина»,
- «Роман да Марья»,
- «Михайло Потык»,
- «Жар-птица»,
- «Скатерть-самобранка»